# Лукьянов, Евгений Владимирович
Евге́ний Влади́мирович Лукья́нов (род. 10 декабря 1951, Ленинград, СССР) — советский и российский государственный деятель и дипломат. Чрезвычайный и полномочный посол (2018).

## Биография
В середине 1960-х годов жил в Бресте. В 1974 году окончил Ленинградский государственный университет имени А. А. Жданова по специальности «Английский язык и литература». Владеет английским и французским языками. 
- В 1974—1981 годах — инженер-переводчик НИИ «Импульс».
- В 1981—1984 годах — заместитель секретаря правления Ленинградского отделения Союза журналистов СССР.
- В 1984—1990 годах — на дипломатической работе в МИД СССР.
- В 1987—1990 годах — заместитель представителя МИД СССР в Ленинграде.
- В 1990—1991 годах — заместитель директора по внешним связям музея «Государственный Эрмитаж».
- В 1991—1993 годах — проректор Международного института развития и обучения банковской и биржевой деятельности по вопросам внешнего финансирования и международных связей.
- В 1993—2006 годах — на руководящих должностях в ЗАО «Дрезднер банк» и ОАО «Внешторгбанк (Санкт-Петербург).
- С сентября 2006 по июнь 2007 года — начальник департамента социально-экономического и финансового мониторинга аппарата полномочного представителя Президента Российской Федерации в Северо-Западном федеральном округе.
- С июня 2007 по декабрь 2010 года — заместитель полномочного представителя президента Российской Федерации в Северо-Западном федеральном округе, курировал социально-экономическую сферу.
- С 26 декабря 2010 года — помощник секретаря Совета Безопасности Российской Федерации.
- С 23 марта 2012 по 15 декабря 2016 года — заместитель секретаря Совета Безопасности Российской Федерации[2][3][4].
- С 15 декабря 2016 по 25 марта 2021 года — чрезвычайный и полномочный посол Российской Федерации в Латвии[5][6]. Верительные грамоты вручил 7 февраля 2017 года[7].
- С 25 марта 2021 по 14 января 2022 года — чрезвычайный и полномочный посол Российской Федерации в Республике Беларусь[8][9]. Верительные грамоты вручил 13 мая 2021 года[10].

## Классный чин и дипломатический ранг
- Действительный государственный советник Российской Федерации 3 класса (13 декабря 2007)[11].
- Действительный государственный советник Российской Федерации 2 класса (7 мая 2009)[12].
- Чрезвычайный и полномочный посол (13 июня 2018)[13].

## Награды
- Орден Почёта (3 декабря 2011) — За большой вклад в обеспечение национальной безопасности Российской Федерации и многолетнюю добросовестную работу[14].
- Медаль ордена «За заслуги перед Отечеством» II степени (18 ноября 2010) — За достигнутые трудовые успехи и плодотворную многолетнюю работу[15].
- Медаль «В память 300-летия Санкт-Петербурга».

## Семья
Женат. Имеет взрослых сына и дочь.